# Fort Belgica
Fort Belgica est un fort du XVIIe siècle dans l'île de Banda Neira, Îles Banda, Moluques (the Moluccas), Indonésie. Il servait à la défense des îles Banda qui à l'époque, était le seul endroit au monde où l'on produisit la noix de muscade.

## Histoire
Avant le Fort Belgica, un fort portugais du XVIe siècle se dressait sur une colline à Banda Neira. Le 4 septembre 1611, Pieter Both, premier gouverneur général des Indes orientales néerlandaises, ordonna la construction d'un nouveau fort pour renforcer la colline qui dominait la forteresse néerlandaise d'origine, le Fort Nassau. Ce fort devait être nommé soit Belgica, soit Nederland, et il devint finalement le Fort Belgica. Il s'agissait alors d'un modeste fort carré situé au sommet d'une colline. En 1662, Jan Pieterszoon Coen ordonna la rénovation du fort d'origine, qui fut remplacé par une redoute plus solide pouvant accueillir 40 hommes,.
Au milieu du XVIIe siècle, les séismes, le climat tropical de mousson et la mauvaise qualité des matériaux et techniques de construction d'origine ont conduit à la détérioration de la structure. En 1667, le gouverneur Cornelis Speelman chargea l'ingénieur Adriaan de Leeuw de repenser et reconstruire le fort. Il en résulta l'actuel « château », dont les importants travaux de modification commencèrent en 1672 et s'achevèrent en 1673. Le nouveau Fort Belgica fut construit avec des pierres acheminées sur l'île. Son nouveau design consiste en une structure extérieure basse de forme pentagonale, dotée de cinq bastions d'angle, ainsi qu'un pentagone intérieur plus élevé, muni de cinq tours circulaires. C'est l'unique fort de ce type dans l'ensemble des îles Banda.

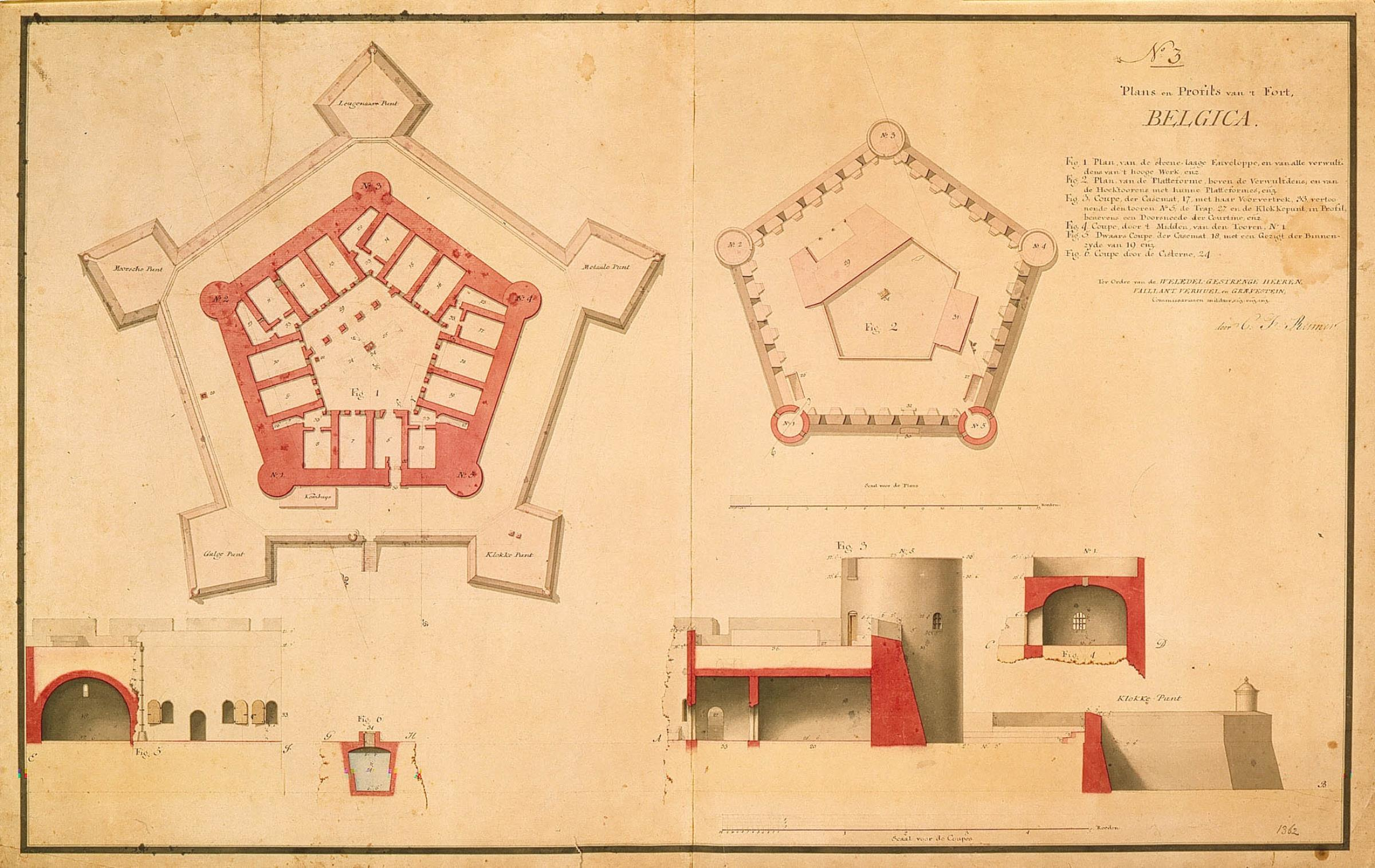
Plan du nouveau fort Belgica.

Malgré un investissement de plus de 300 000 florins, un armement de 50 canons et une garnison de 400 hommes, le Fort Belgica se rendit sans combat à une flotte britannique en 1796. Restitué aux Néerlandais en 1803, il fut à nouveau pris par les Britanniques en 1810, lorsque le capitaine Christopher Cole mena une attaque navale contre la forteresse.

Partiellement démoli en 1904, il fut reconstruit de manière incomplète en 1919. En 1991, sur ordre du général Benny Moerdani, alors ministre de la Défense et de la Sécurité de l'Indonésie, le fort fut entièrement restauré.

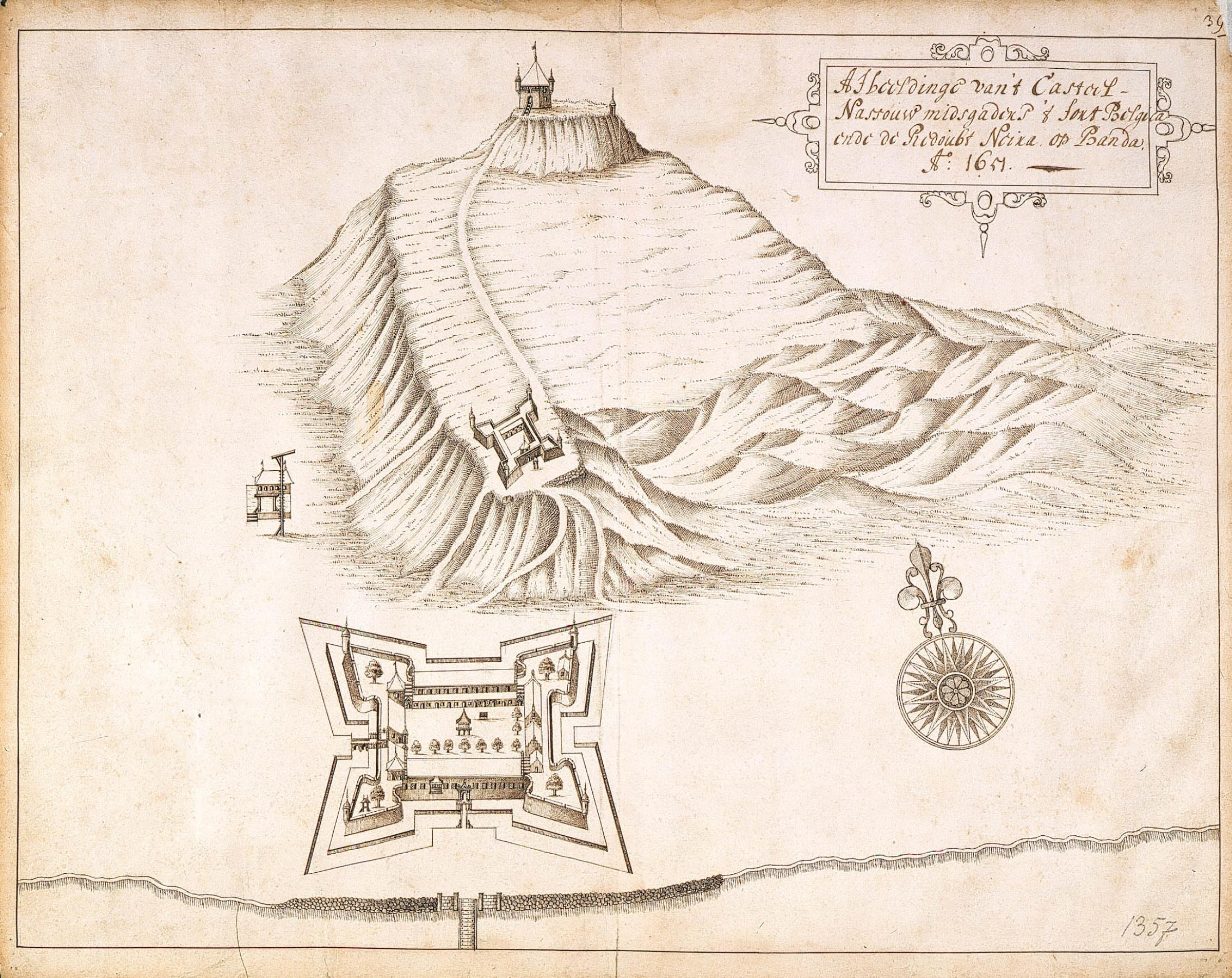
Le modeste Fort Belgica du début au sommet d'une colline, dominant le Fort Nassau en contrebas.

1. 1 2 3  The Dutch overseas: architectural survey ; mutual heritage of four centuries in three continents, Waanders [u.a.], coll. « Cultuurhistorische studies », 2002 (ISBN 978-90-400-8743-1)
2. 1 2  (id) Gagas Ulung, Extremely beautiful Maluku: 125 tempat paling indah : wisata alam-bahari, Jakarta, Gramedia Pustaka Utama, 2011 (ISBN 9789792268089, lire en ligne)
3. 1 2 3  « Noodig onderrigt voor de Hervormde Gemeente van 's Gravenhage en geheel de Nederlandsche Hervormde Kerk », sur Dutch Pamphlets Online (consulté le 13 mars 2025)